# Salvan
Salvan (antiguamente en alemán Scharwang) es una comuna suiza del cantón del Valais, situada en el distrito de San Mauricio. Limita al norte con la comuna de Evionnaz, al este con Vernayaz, al sureste con Martigny y Martigny-Combe, al sur con Trient y Finhaut, y al oeste con Sixt-Fer-à-Cheval (FR-74).